# Estatua de Jacinto Ruiz
La estatua de Jacinto Ruiz y Mendoza es una estatua erigida en la plaza del Rey de Madrid en homenaje a Jacinto Ruiz y Mendoza. Inaugurada en 1891, es obra del escultor Mariano Benlliure.

## Descripción

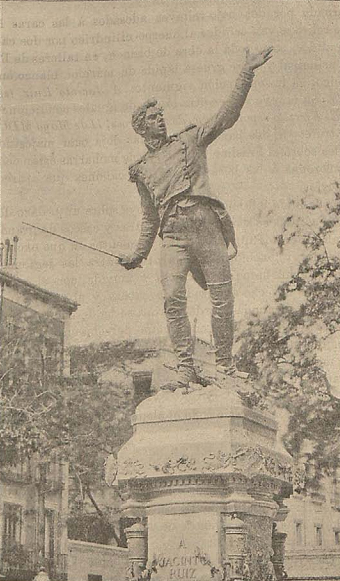
Estatua hacia 1892

La estatua se levanta en la plaza del Rey de Madrid en homenaje al teniente Jacinto Ruiz y Mendoza, uno de los líderes de la resistencia del parque de Artillería de Monteleón durante el levantamiento del 2 de mayo de 1808 en Madrid. Fue inaugurada en la primavera de 1891 y es obra del escultor Mariano Benlliure.
La iniciativa para la erección de la estatua partió del Ejército español, que contribuyó por suscripción a los gastos. El monumento consta de un cuerpo de planta rectangular, achaflanada. Como basamento de la obra exterior, aparece una escalinata de mármol negro veteado de Mañaria, con tres peldaños, algunos de ellos con declivios en su límite inferior. Sigue un macizo de mármol rojo de Sigüenza, sobre el cual descansa el pedestal propiamente dicho, que es de forma cilíndrica y para el cual se empleó el mármol gris llamado baldillo de Carrara, del cual es también el cornisamento superior y el plinto en que descansa la estatua de Jacinto Ruiz. La altura total del pedestal sobre el plano del suelo es de 3,80 metros. Está adornado por dos bajorrelieves adosados a las caras laterales, ceñidos al cuerpo cilíndrico por dos cañones de época, fundidos, como toda la obra de bronce, en talleres de Roma. En el frente principal y sobre gruesa lápida de mármol blanco empotrada en el macizo, va la inscripción siguiente: A Jacinto Ruiz, teniente de Infantería. En el reverso y en otra lápida de iguales condiciones, la inscripción El Ejército español a uno de sus héroes, II de Mayo MDCCCXCI..
Un gran trofeo de dos banderas cruzadas deja caer los pliegues sobre el fino tallado, y sus moharras están ceñidas por artísticas coronas a las bocas de los dos cañones que aparecen en la parte posterior. La estatua mide 2,60 metros y se apoya sobre un pedazo de puerta, entre cuyas astillas se ven trabucos, piedras y cascos de granadas. Representa al teniente Ruiz en aquellos momentos en que excitaba y sacaba a soldados y pueblo para combatir contra las tropas francesas, la actitud del militar es nerviosa y movida, con el arranque del momento: el pie derecho avanzado, la cabeza y el cuerpo inclinados, alta y crispada la mano izquierda, la ropa se ha desceñido y con la sacudida ha seguido el impulso; en la mano derecha empuña la espada, y el rostro se muestra contraído por la rabia.
En 2022, con motivo del 75.º aniversario del fallecimiento de Mariano Benlliure, el Ayuntamiento de Madrid invirtió más de 100 000 € en la restauración de obras suyas como el Monumento al Teniente Ruiz y el del General Martínez Campos.